# Lundequistska bokhandeln

Lundequistska bokhandeln, eller LundeQ i folkmun, var en bokhandel i Uppsala, grundad 1834 av Nils Wilhelm Lundequist. 1976 köptes bokhandeln upp av Esselte Bokhandel som senare kom att ingå i Akademibokhandeln.
1924–1997 hade bokhandeln sina lokaler vid Östra Ågatan och flyttade därefter till Forumgallerian. I mars 2017 flyttade butiken till nya lokaler vid Stora torget.
1984 instiftade bokhandeln Lundequistska bokhandelns litteraturpris som delades ut till 2010.